# Йоаким Велешки
Йоаким (на гръцки: Ιωακείμ) е гръцки духовник, велешки архиепископ на Цариградската патриаршия от 1788  до 1808 година.

## Биография
Приема монашеството под името Йоаким в манастира Дионисиат на Света гора. През март 1788 година е избран и по-късно ръкоположен за архиепископ във Велес.
Умира в 1808 година.